# Mary Hobson
Mary Hobson (Gran Bretaña, 1926) es una escritora, poeta y traductora inglesa conocida por haber traducido El mal de la razón de Alexander Griboedov, así como sus cartas. También ha traducido obras de Alexander Pushkin y ha escrito cuatro novelas y una autobiografía. Otros logros que se le otorgan son la entrega del Premio Griboedov y de la Medalla Pushkin.

## Vida privada
Hobson se casó con un escenógrafo llamado Neil, con el que tuvo cuatro hijos. Neil desarrolló un absceso cerebral a los 25 años, el cual lo dejó mudo y debilitado por su lado derecho del cuerpo. Después de este fatídico accidente, Neil se convirtió en una persona con la que era difícil convivir y Mary Hobson le abandonó en sus sesenta. Uno de los hijos de ambos, Matthew, se quedó con su padre para impedir que su madre regresara a él.
Matthew murió durante un accidente de motocicleta (c. 1999), lo cual fue muy doloroso para Hobson, pero su filosofía de lidiar con el dolor fue basada en la cita de Marcus Aurelius: "Aquello que no podemos soportar nos quita la vida." Más que quitarle las ganas de vivir, esta situación hizo que Hobson escogiera emprender más, incluyendo escribir poesía sobre él. Ella es atea y actualmente vive en el sur de Londres, donde se dedica a escribir poesía, viajando a Moscú cada año.
Hobson estudió en la Real Academia de Música en Londres, Inglaterra.

## Carrera
Mientras su marido experimentaba la terapia musical, sobre la edad de 40, Hobson escribía sus cuatro primeras novelas, tres de las cuales fueron publicadas por la editorial Heinemann. Estudió ruso a los 56 para así poder leer la versión original de Guerra y paz de Leo Tolstoy, un libro que le había regalado su hija para que pudiera leer durante la recuperación de una cirugía. Hobson sentía que no iba a obtener una comprensión exitosa de Guerra y paz hasta que leyera la versión original en ruso. Su primera profesora fue una emigrante rusa, Tatiana Borisovna Behr, quien le despertó un interés por Aleksander Pushkin, empezando con El jinete de bronce.

A los 62, Hobson se matriculó en la Universidad de Londres, en la Escuela de Estudios Eslavos y de Europa del Este. Durante el año políticamente turbulento en Rusia de 1991, estudió lengua y literatura rusa en Moscú mientras vivía en un albergue, llegando a graduarse todavía en sus sesenta. Para el 2003, empezó a estudiar griego antiguo.

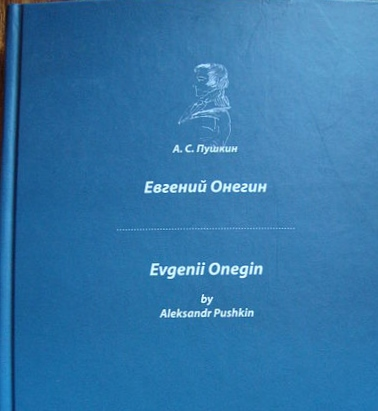
Evgenii Onegin.Traducido por Mary Hobson

Tradujo El mal de la razón de Alexandr Griboedov, el cual fue publicado en 2005 y se convirtió en el tema de su tesis doctoral. Posteriormente, tradujo las cartas de Griboedov, algunas de las cuales categorizó como "muy escandalosas". Recibió su doctorado a los 74 años de edad. Su traducción de Evgenii Onegin de Alexander Pushkin fue publicado como un audiobook narrado por Neville Jason. Hobson tradujo lo que había sido considerado un poema "matemáticamente imposible" de traducir.
En Rusia, Hobson es considerada una experta de Pushkin. Presentó su traducción de Evgenii Onegin el 16 de febrero del 2012 en la Universidad Estatal Pedagógica de Moscú y ha hecho presentaciones en conferencias educativas tanto en Rusia como en Europa.
Ganó el premio bi-centenario Griboedov para la mejor traducción de El mal de la razón de Alexandr Griboedov en Londres, la medalla Pushkin, otorgada por la Asociación de Uniones Creativas en Moscú y en 2010 "El Premio de entusiasta" por la Nueva Fundación de Milenio. En 2011, ganó el Premio Podvizhnik en Moscú.
A partir de marzo del 2014, Hobson, en sus ochenta, continúa haciéndose cargo de nuevos proyectos. Más tarde en 2015, la cuarta novela de la ahora Dra. Hobson, la cual había sido finalizada en los 80, fue publicada junto a una autobiografía. Esto fue seguido en 2017 por un libro sobre los últimos siete años de la vida de Pushkin, narrada exclusivamente a través de las traducciones de los poemas y cartas de la Dra. Hobson.

## Obras
Novelas

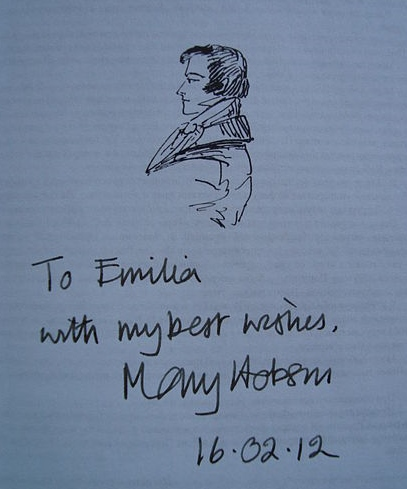
La firma de M. Hobson en una página del libro Evgenii Onegin. Después de la presentación en la Universidad Estatal Pedagógica de Moscú.

- Mary Hobson. This place is a madhouse. William Heinemann, 1980. ISBN 978-0-434-34021-7
- Mary Hobson. Oh lily. William Heinemann Ltd, 1981. ISBN 978-0-434-34020-0
- Mary Hobson. Poor Tom. David & Charles Publishers, 1982. ISBN 978-0-434-34022-4
- Mary Hobson. Promenade. Thorpewood Publishing, 2015. ISBN 978-1-910873-00-7

Traducciones de literatura rusa
- Mary Hobson; Aleksandr Sergeyevich Griboyedov. El mal de la razón de Aleksandr Griboedov: crónica y traducción. Edwin Mellen Prensa; 2005. ISBN 978-0-7734-6146-8.
- Mary Hobson; Alexander Pushkin. Evgenii Onegin: Una nueva traducción por Mary Hobson.
- Mary Hobson; Alexander Pushkin. "Friendship of love." En Love poems. Alma Classics Ltd, 2013. ISBN 978-1-84749-300-2
- Mary Hobson; Alexander Pushkin. Eugene Onegin. Anthem Press, 2016 ISBN 978-1-78308-458-6

No ficción
- Mary Hobson. The feast. Una autobiografía Thorpewood Publishing, 2015   ISBN 978-1-910873-03-8
- Mary Hobson. After Onegin. Los últimos siete años en los poemas y cartas de Aleksandr Sergeevich Pushkin. Thorpewood Publishing, 2017   ISBN 978-1-910873-05-2